# Буря мечів
«Буря мечів» (2000, англ. A Storm of Swords) — третій роман з циклу «Пісня льоду й полум'я» американського письменника Джорджа Мартіна. Жанр — епічне фентезі з елементами хоррора. Вперше вона була опублікована 8 серпня 2000 року в Сполученому Королівстві з наступним виданням у США в листопаді 2000 року. Цим публікаціям передувала повість під назвою «Шлях Дракона», яка містила в одній книзі деякі глави з роману про Дейєнеріс Таргарієн.
Роман отримав у 2001 році премію Локус як найкращий фантастичний роман, а в 2002 році — Премію «Геффен» і був номінований на премії Неб'юла і Г'юго.

## Короткий зміст
Здригається в боротьбі Залізний Трон Семи Королівств. Зраджують один одного недавні союзники, найлютішими ворогами стають добрі друзі, брат пішов на брата, син — на батька.
У неприступному замку плете сіті витонченої змови могутня чорнокнижниця.
У далеких, холодних землях збирає сили Король Диких Людей.
Нові та нові воїни сходяться під прапори Дейнеріс Штормородженної, законної спадкоємиці Залізного Трону Вестероса.
Але нині в пожежу битв вступають ще й «Чужі» — армія живих мерців, яких не зупинити ні владою зброї, ні владою магії.
Буря мечів гряде в Семи Королівствах — і багато хто впаде під ударами цієї бурі …
| Відкривши цю книгу, читач переконається, що перші розділи «Бурі Мечів» не стільки продовжують заключні глави «Битви Королів», скільки накладаються на них. Я починаю книжку розповіддю про те, що відбувалося на Кулаці Перших Людей, в Ріверані, Гаренхолі і на Тризубці, під час битви на Чорноводді і відразу ж після неї. Джордж Мартін. |
Сім Королівств все ще перебувають в лещатах війни п'яти королівств. Спроба Станіса Баратеона захопити трон завершилася його поразкою під стінами Королівської Гавані на річці Чорноводді. Після смерті Ренлі Баратеона, дім Тайрелів уклав союз з Ланістерами, а Марджері Тайрел стала нареченою короля Джофрі. Дім Мартелів також пообіцяв свою підтримку Ланістерам, хоча й не поспішає цього робити. Між тим, велика кількість Дикунів збирається в загонах Манса Рейдера на штурм Стіни і лише невелика жменька захисників із «Нічної Варти» стоїть на їхньому шляху. На Далекому Сході, Дейнеріс Таргарієн збирає сили для вирішальної битви за Залізний Трон.

## Брієна і Джеймі
У Ріверані Кетлін Старк бере слово із полоненого Джеймі Ланістера — в обмін на його свободу — звільнити її дочок Сансу і Арію. Джеймі погоджується і відправляється на південь, у супроводі Брієни із Тарта. По дорозі Джеймі і Брієна потрапляють в полон до найманців, відомих як Браві Компанійці або Криваві Лицедії (в той час на службі у Руза Болтона) і були доставлені в Гаренхол. Їх лідер, Варго Гоут, відомий своїм садизмом і жорстокістю, відрубує мечем руку Джеймі. Але Руз Болтон все ж відпускає їх, з поваги до батька Джеймі — Тайвіна Ланістера. Після прибуття в Королівську Гавань вони не застають дочок Кетлін у столиці, після чого Джеймі не залишалось нічого крім того, що він подарував Брієні нового меча, зробленого з меча Лорда Едарда Старка, охоронну грамоту і гроші на дорогу. Брієна вирушила далі в пошуках дітей.

## Криваве весілля
Роб Старк зі своєю матір'ю і ближніми людьми були запрошеній Фреями в Дві Вежі на весілля, на якому він, леді Кетлін і вся свита були підступно вбиті людьми Фреїв. Робу відрубали голову і замість неї пришили голову його вбитого деривовка. Кетлін, смертельно поранену, кинули у річку. З тих пір це весілля називали — «Кривавим весіллям».

## Арія Старк
Арія Старк після нападу воїнів Григора Клігана на обоз братів «Нічної Варти», втікає і попадає до людей Берика Дондаріона. Згодом втікає і від них, після чого змушена пристати до Сандора Клігана і вони мандрують розореною країною. Однієї ночі їй приснився сон, що її деривочиця Наймірія знаходить у воді труп її матері, Кетлін і витягує його на берег. Арія розповідає сон Сандору, але їх розмову перервали солдати Григора Клігана, які напали на них. Сандор був смертельно поранений, а Арія втікає і добирається до портового міста. Вона знаходить корабель до Вільного міста Браавосу.

## В Королівській Гавані
Після прибуття в столицю Джеймі дізнається про смерть свого племінника, Короля Джофрі (був отруєний на своєму весіллі). Підозра падає на Тіріона, брата-карлика Джейме. Тіріон знаходиться під арештом за вбивство Джофрі, а його батько Лорд Тайвін дозволяє суд над ним. Джеймі стає Лордом-Командувачем королівської сторожі.
Принц Оберін Мартел з Дорну, пропонує поєдинок (божий суд) за честь Тіріона проти багаторазового чемпіона лицарських поєдинків, сера Григора Клігана. Під час битви Оберін смертельно ранить Клігана, але і сам гине. Тіріона засудили до страти. Він дає собі слово, що якщо залишиться живим — жорстоко помститься за всі звинувачення і образи.
Джеймі не вірить у вину свого брата в смерті племінника і таємно випускає його із в'язниці. По дорозі із замку, Тіріон пробирається у покої батька і вбиває його стрілою із арбалета.

## На Стіні і за нею
Загін «Нічного Варти» чекав на звістку від Джона Сноу. Окремі загони Нічної Варти потрапляють під атаку Дикунів і Чужих, але встигають відступити. Семвел Тарлі вбиває одного з Чужих мечем з обсидіану. В помешканні Крастера дезертири-заколотники вбивають Лорда-командувача Мормонта. Сем втікає з одною із дочок Крастера, Лілі, і направляються на південь у бік Стіни.
Джон Сноу дізнається, що полчища Дикунів на чолі з Мансом Рейдером збираються атакувати Стіну. Він поспішає на Південь і добирається до Чорного замку, щоб попередити про загрозу.
Бран Старк з супутниками, рятуючись після зруйнування Вінтерфелла, направляються на північ. Вони досягають Чорного замку під Стіною, але не можуть перебратися на другу сторону, але несподівано зустрічають Сема Тарлі і Лілі. Сем проводить їх таємним ходом на іншу сторону Стіни і сам з Лілі повертається в Чорний замок.
Манс з сорока тисячною армією, досягає Чорного замку і нападає на Стіну. Джон керує обороною, але сили дуже нерівні. В найважчу мить оборони на допомогу братам «Нічної Варти» прийшов король Станіс Баратеон. Нападники були розбиті, а Манс потрапив у полон. Станіс пропонує Джону стати законним спадкоємцем Півночі і Вінтерфелла. Джон відмовляється, а замість цього його вибирають 998-м Лордом-Командувачем «Нічної Варти», замість вбитого Джіора Мормонта.

## Дейнеріс
Повертаючись до Пентоса по морю, Дейнеріс Таргарієн дізнається від сера Джораха Мормонта, що можна купити велику армію рабів-воїнів в містах Бей Славерс. Вона купує рабів і за допомогою них захоплює місто, забирає всіх рабів, дає їм волю і пропонує поступити до неї на службу. Штормороджена збирає все більшу і більшу армію, необхідну їй для захоплення Залізного Трону Семи Королівств.
Дейнеріс виявляє двох зрадників у своєму оточені — це сер Джорах Мормонт і Арістан Білобородий. Тим не менш, характер їх зради дуже різний. Мормонт продавав інформацію про неї Роберту Баратеону — найзаклятішому її ворогу. А Арістан Білобородий — справжнє ім'я сер Барістан Селмі, колишній Лорд-Командувач королівської гвардії її батька, хотів знайти законного спадкоємця Таргарієнів. Дейнеріс прощає Барістана Селмі і робить його начальником своєї охорони, Мормонта простити не може, і проганяє. Для керування Вестеросом потрібна досвідчена королева і Дейнеріс вирішує навчитися нею бути.

## Основні персонажі
- Роб Старк — Король Півночі й Тризубця, лорд Вінтерфелла (Вічнозиму), старший син Лорда Едарда Старка, і леді Кетлін з Дому Таллі, юнак шістнадцяти років, на прізвисько Юний Вовк, одружений з Джейн Вестерлінг. Вбитий зрадниками Фреями на «Кривавому Весіллі».
- Леді Кетлін Старк — із дому Таллі, вдова лорда Едарда Старка, мати Роба Старка. Смертельно поранена на «Кривавому Весіллі», але була повернута до життя Червоним жерцем, бога Р'глора.
- Джіор Мормонт — Лорд-комадувач «Нічної Варти» на Стіні, на прізвисько Старий Ведмідь. Вбитий зрадниками-дезертирами з нічного дозору.
- Джон Сноу — незаконнонароджений син покійного Едарда Старка, брат «Нічної Варти» на Стіні. Після смерті лорда Джіора Мормонта, був вибраний новим 998-м Лордом-командувачем «Нічного дозору».
- Семвел Тарлі — брат «Нічної Варти», стюард, доглядає за поштовими воронами.
- Санса Старк — старша дочка Едарда та Кетлін Старк, у полоні у Королівській Гавані.
- Арія Старк — молодша дочка Едарда та Кетлін Старк, зникла безвісти. В дійсності зуміла втекти із столиці і пристала до обозу братів «Нічної Варти», які їхали на Стіну.
- Брандон (Бран) Старк — молодший брат Роба Старка, паралізований хлопчик 9 років. Після зруйнування Вінтерфелла, із своїми супутниками перебрався за Стіну.
- Королева Дейнеріс Таргаріен — «Штормороджена», з династії Таргарієнів.
- Джорах Мормонт — син Лорда-Командувача «Нічної Варти». Охоронець королеви Дейнеріс. Виявляється зрадником.
- Арістан Білобородий — із Вестероса, пристарілий зброєносець. Справжнє ім'я сер Барістан Селмі, колишній Лорд-Командувач королівської гвардії Таргарієнів.
- Джофрі Баратеон — Король Вестеросу після Роберта. Син Короля Роберта, хлопчик 12-ти років. Отруєний на своєму весіллі.
- Серсея Ланістер — Королева-мати (королева-регент при своїх синах Джофрі і Томені), вдова Короля Роберта Баратеона.
- Сір Джеймі Ланістер — старший син лорда Тайвіна Ланістера, брат Тіріона та Серсеї Ланістерів, відомий як «Царевбивця». Випущений із полону леді Кетлін за клятву визволити із Королівської Гавані її дочок Сансу та Арію. Командувач королівською гвардією.
- Тіріон Ланістер, на прізвисько «Біс» — карлик, найменший син лорда Тайвіна. Звинувачений в убивстві короля Джофрі .
- Станіс Баратеон — молодший брат Короля Роберта, лорд Драконового Каменю, претендент на трон Вестеросу. Після поразки на Чорноводді прибув з армією на Стіну в «Нічну Варту».
- Брієна — дівчина з Тарта, на прізвисько «Брієна Краля», дівчина-воїн, шукачка пригод. Поклялась Леді Кетлін, що знайде її дочок Сансу та Арію.
- Принц Оберін Мартел — на прізвисько «Червоний Змій», убитий сіром Григором Кліганом у двобої божого суду.

## Нагороди та номінації
- Г'юго / Hugo Award, 2001 // Найкращий роман (номінація)[3]
- Локус / Locus Award, 2001 // Найкращий роман (фентезі) (перемога)[3]
- Небула / Nebula Award // Найкращий роман (номінація) – (2001)[3]
- Геффен / Geffen Award, 2002 // Найкраща фентезійна книга (перемога)
- Ігнотус / Ignotus Award, 2006 // Найкращий роман (іноземний) (перемога)

## Українські переклади
Видавництво «Країна мрій» надрукувало переклад українською мовою книги Джорджа Р. Р. Мартіна «Буря мечів» у червні 2015 року.